# Rallye-Weltmeisterschaft 2011
Die Rallye-Weltmeisterschaft 2011 war die 39. FIA-Rallye-Weltmeisterschaft. Es wurden 13 Rallyes in der Zeit vom 11. Februar bis zum 13. November ausgetragen. Das Citroën Total World Rally Team gewann den siebten WM-Titel seit 2003 in der Hersteller-Weltmeisterschaft. Sébastien Loeb mit Beifahrer Daniel Elena gewann zum achten Mal in Folge den Titel in der Fahrer-Weltmeisterschaft.

## Neues Reglement

### Fahrzeuge
Für die Saison 2011 wurden bei den allradangetriebenen sogenannten WRC-Fahrzeugen (Klasse A0) Änderungen im technischen Reglement vorgenommen. Die Fahrzeuge näherten sich technisch den Serienmodellen wesentlich mehr an als in der Vergangenheit. Der mit Turbolader und Benzindirekteinspritzung ausgerüstete 16V-Ottomotor wurde auf 1600 cm³ Hubraum beschränkt. Die Drehzahl der Motoren wurde auf 8500/min begrenzt. Durch 33-mm-Luftmengenbegrenzer gedrosselt liegt die Motorenleistung bei 220 kW (299 PS). Um Kosten zu sparen, wurde auf ABS, ESP, Mitteldifferential, elektronische und pneumatische Teile weitgehend verzichtet. Der Gangwechsel erfolgt jetzt wieder mechanisch mittels Schaltknüppel. Das Mindestgewicht der sich am S2000-Reglement (SWRC = Klasse A2) orientierenden Fahrzeugen beträgt 1200 kg. Es wurde versucht Chancengleichheit herzustellen durch Motor-, Chassis-, Ersatzteil- und Testfahrten-Begrenzungen.

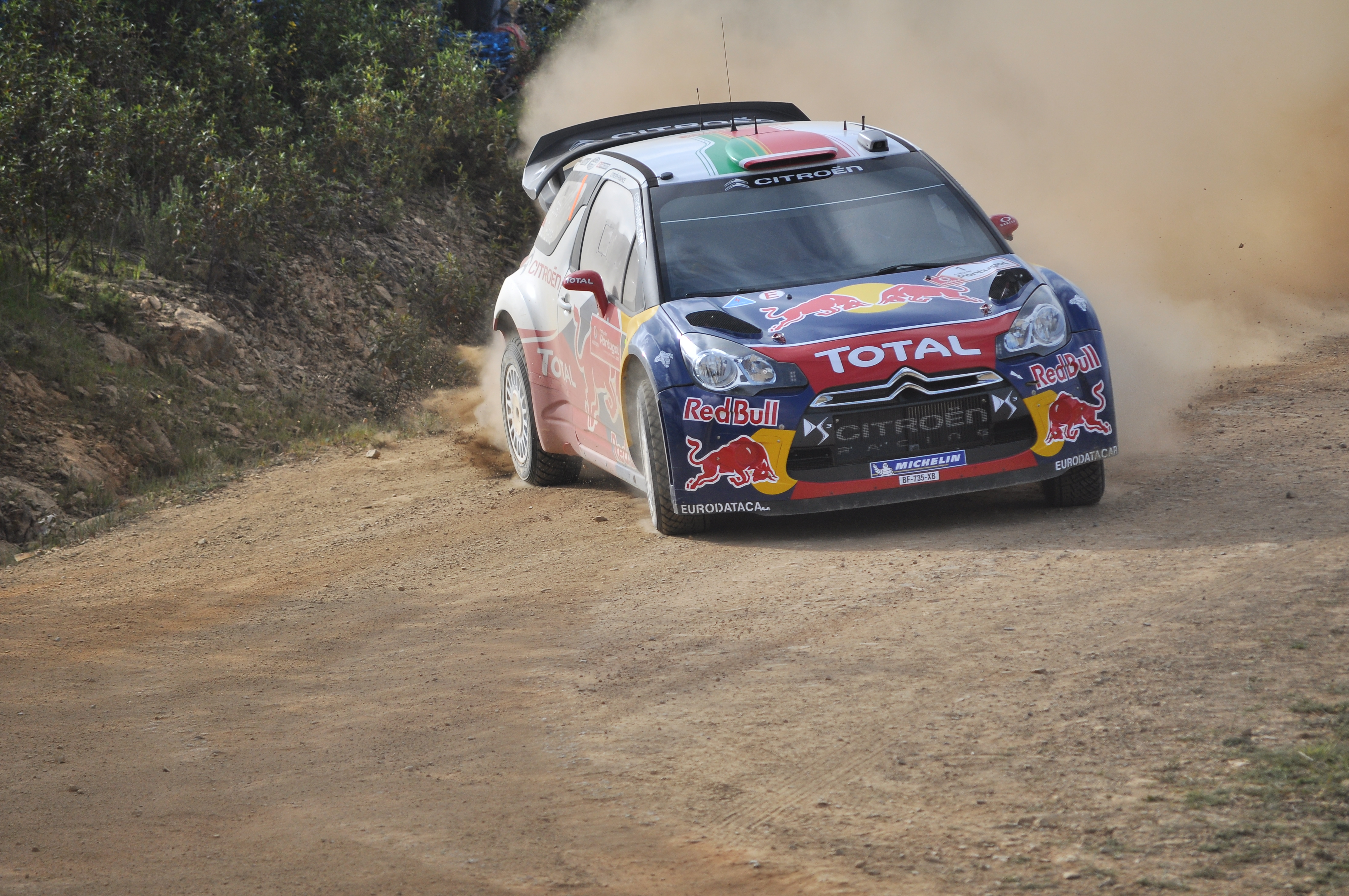
Sébastien Loeb im Citroën DS3 WRC bei der Rallye Portugal
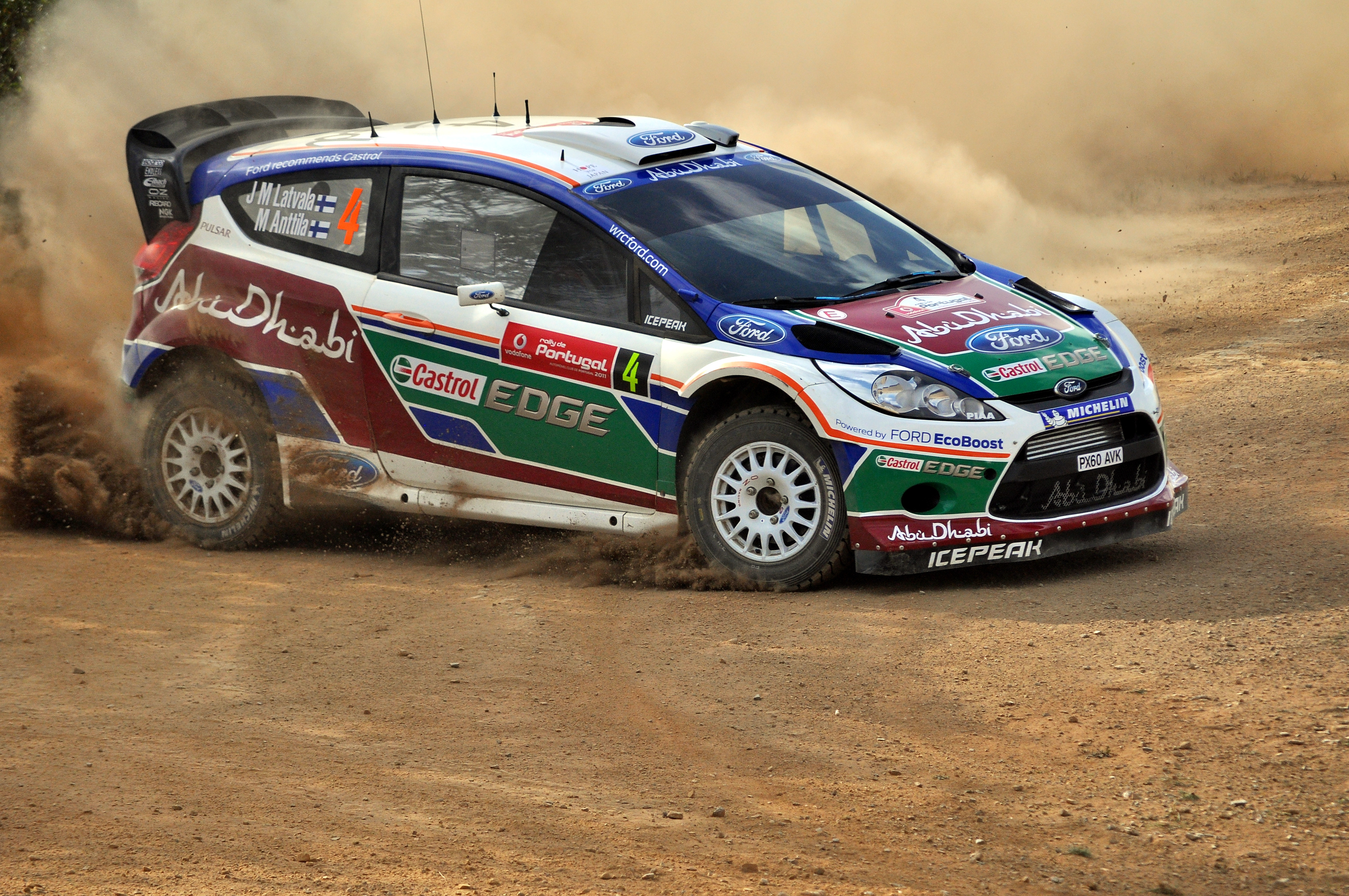
Jari-Matti Latvala im Ford Fiesta RS WRC bei der Rallye Portugal
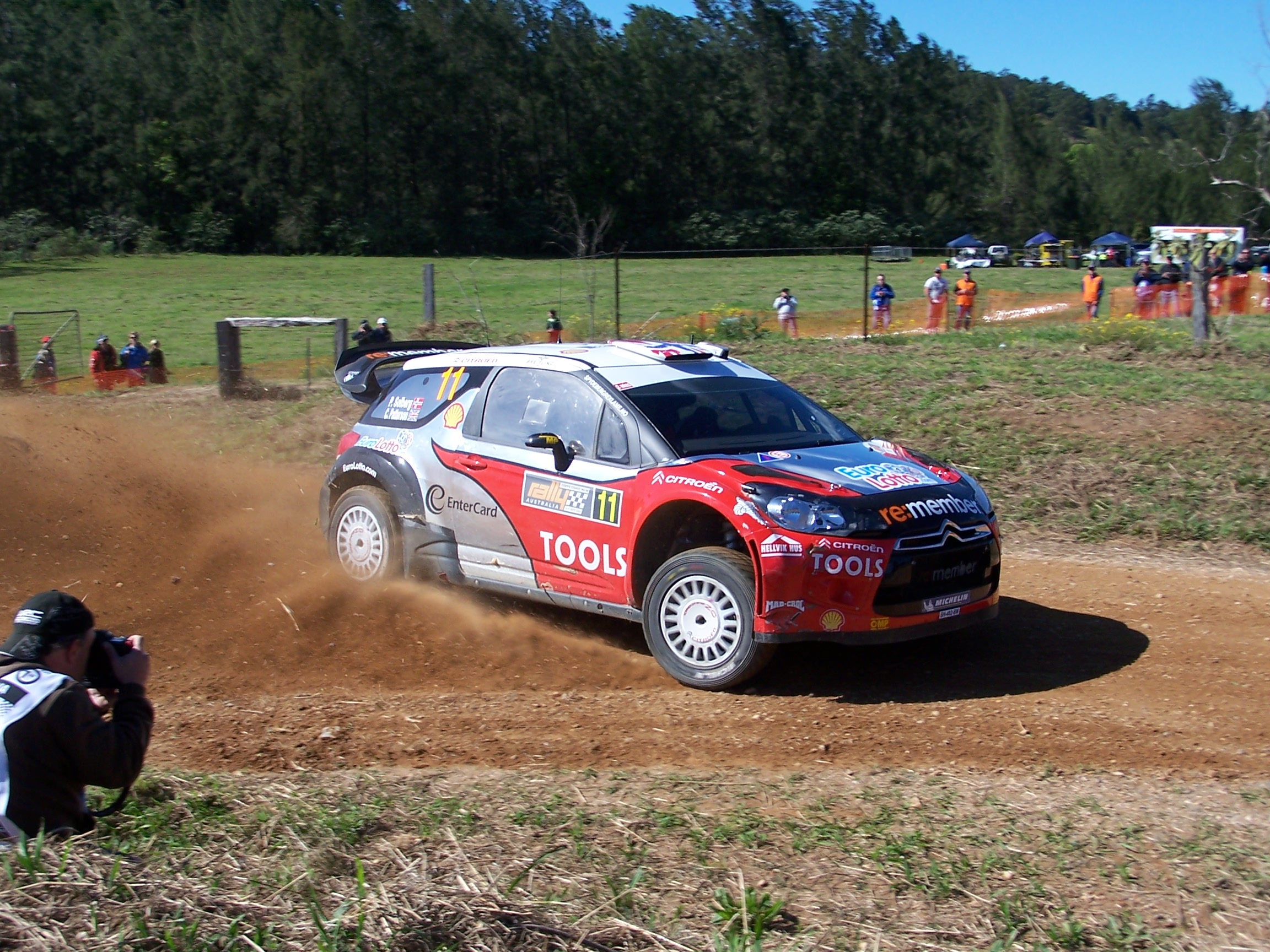
Petter Solberg im privat eingesetzten DS3 WRC bei der Rallye Australien
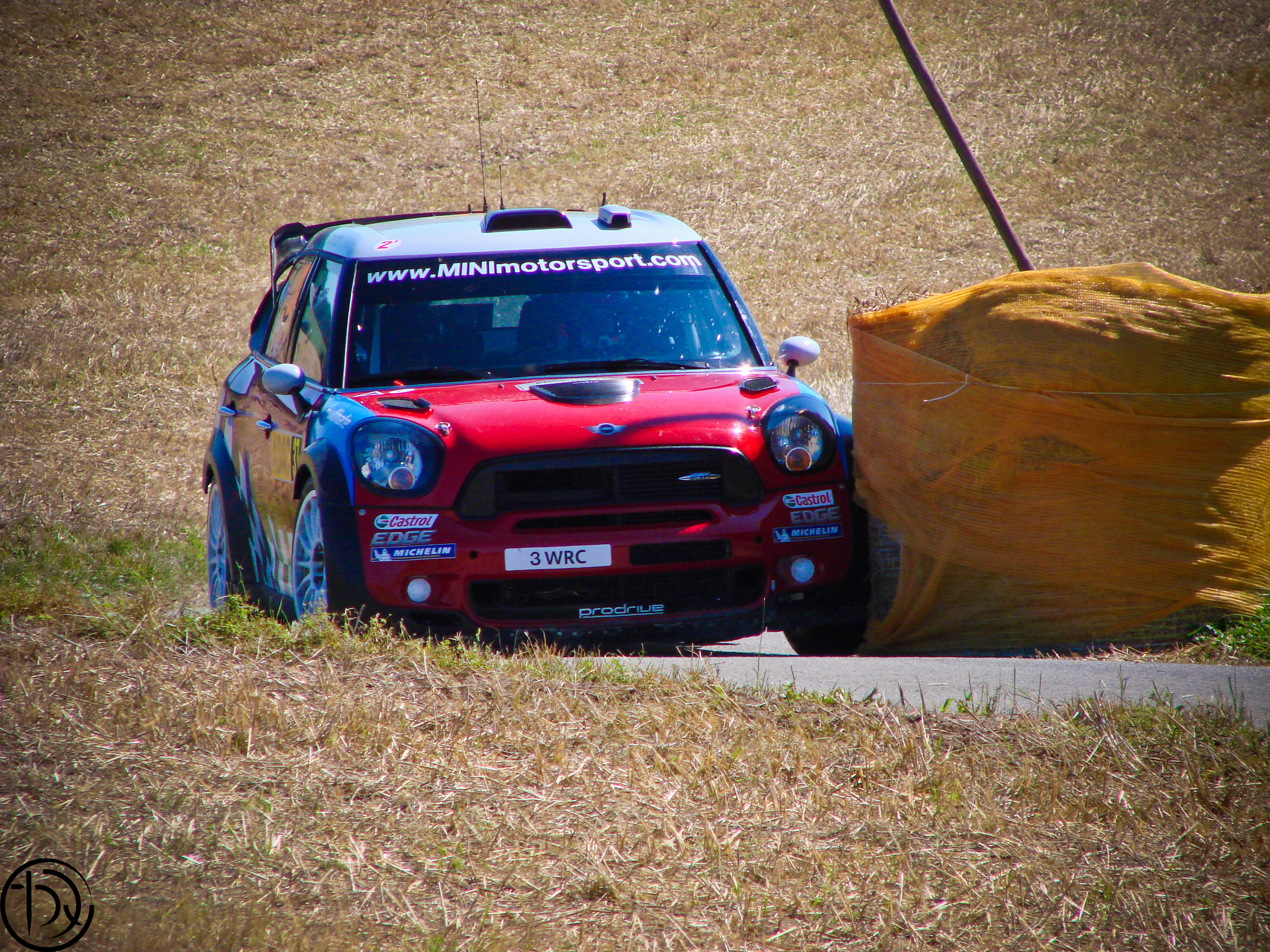
Dani Sordo im Mini Countryman WRC bei der Rallye Deutschland
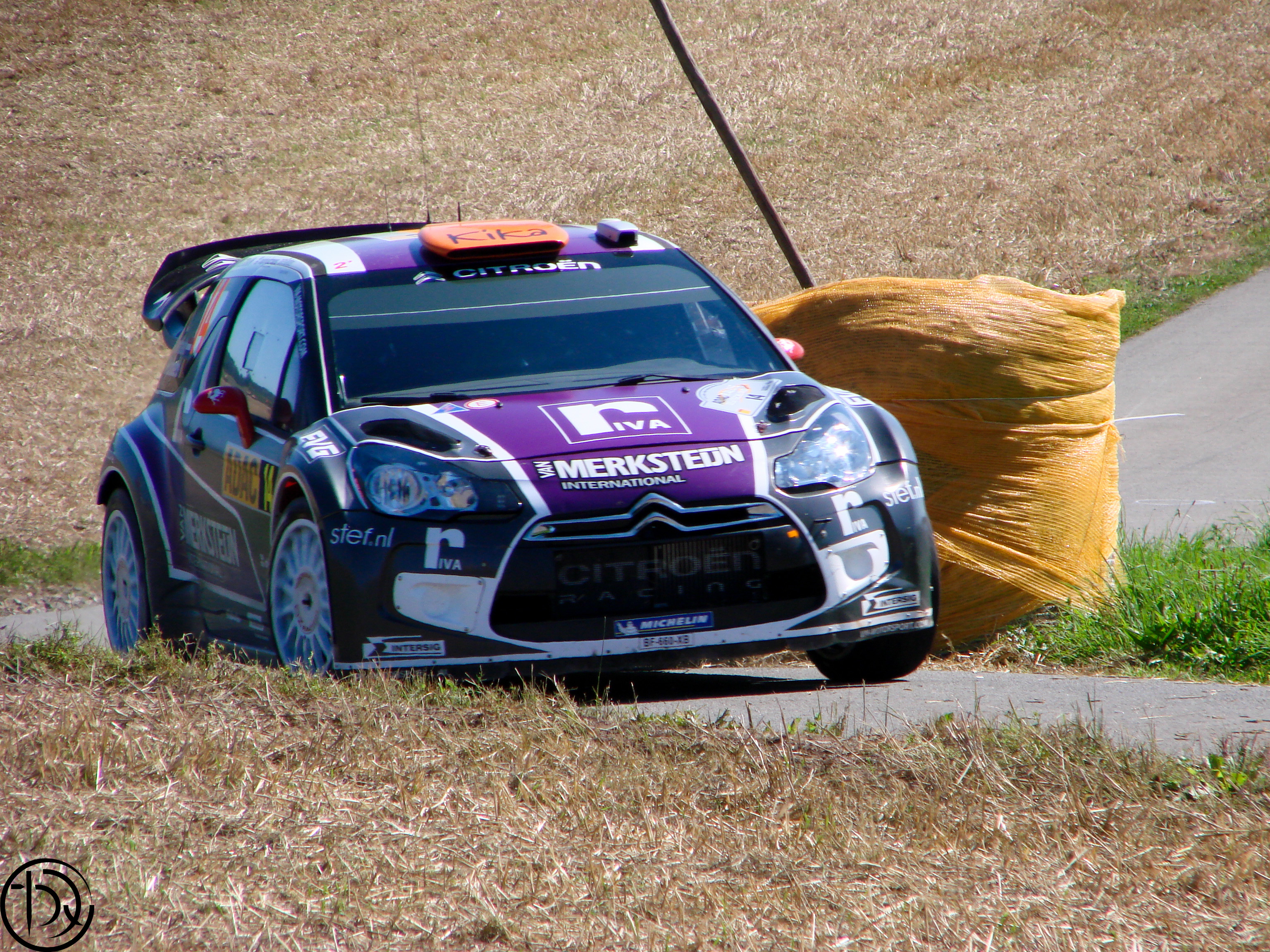
Peter van Merksteijn jr. im DS3 WRC an gleicher Stelle

### Reifenausrüstung
Der offizielle Reifenausrüster, der Klassen A-0 bis A-2, ist seit 2011 Michelin. Ab 2011 gibt es eine Limitierung auf 48, eingesetzter Reifen pro Rallye und Fahrzeug. Die Run-Flat-Systeme, welche bei Reifenschäden eine nahezu uneingeschränkte Weiterfahrt im Renntempo ermöglichten, sind 2011 verboten. Bei Schotter-Rallyes der Saison 2011 darf nur mehr ein Reifentyp verwendet werden, dieser wird vor der Veranstaltung für alle Teams festgelegt. Ausnahme bei Asphalt-Rallyes sind Reifen verschiedener Härte-Stufen. Das früher praktizierte, individuelle Nachschneiden des Reifenprofils, welches teilweise zum Abschälen von Schotterreifen auf Slick-Niveau führte, wurde ab 2011 ebenfalls verboten. Bei der Rallye Großbritannien wird zum ersten Mal ein World Rally Car mit den chinesischen DMack-Reifen an den Start gehen.

### Punktevergabe und Powerstage
Das ab 2010 auch für die WRC geltende, analog zur Formel 1 modifizierte, Punktesystem für die ersten 10 Fahrer mit 25-18-15-12-10-8-6-4-2-1 Punkten bestand weiterhin. Neu war die Einführung einer Punktevergabe für die drei schnellsten Crews mit 3-2-1 Bonuspunkten der sogenannten Power-Stage. Die Power-Stage ist eine kürzere, möglichst publikumsfreundlich ausgetragene, in der Regel als Abschluss der Veranstaltung stattfindende, einmal pro Rallye ausgeführte Wertungsprüfung, die teilweise auch live im TV übertragen wird.

### Auftritt der Klasse-A1
Seit der Homologation der Mini S2000, welche mit 1600 cm³ Ottomotoren mit Direkteinspritzung und Turboaufladung ausgestattet sind, wurden die herkömmlichen 2 Liter Super-2000-Fahrzeuge als Klasse A2 bezeichnet. Die mit 1600 cm³ Turbomotor ausgestatteten Fahrzeuge des S2000 Reglements als Klasse A1 und die WRC-Fahrzeuge als Klasse A0 bzw. Klasse WRC bezeichnet. Diese Klasse-A1-Fahrzeuge wurden nur bei der Rallye Portugal und bei der Rallye Jordanien eingesetzt.

### Startreihenfolge und Stallorder
2011 war die letzte Saison in der die, als „Anti-Loeb-Regel“ bekannt gewordene, Regelung der Startreihenfolge besagte, dass der Führende der Meisterschaft, am ersten Tag der Rallye, als Erster auf die (meist noch mit losem Material verunreinigte) Strecke muss. An den nächsten Tagen übernimmt dann der Erstplatzierte diese Position. Da wiederholt Taktiken angewandt wurden um, als möglichst knapp verfolgender, Zweitplatzierter in den letzten Veranstaltungstag zu starten, wird diese Regelung ab 2012 abgeschafft.
Stallorder ist in der Rallye-Weltmeisterschaft, wie auch in vielen anderen Sportarten, nicht verboten.

## Verlauf der Saison

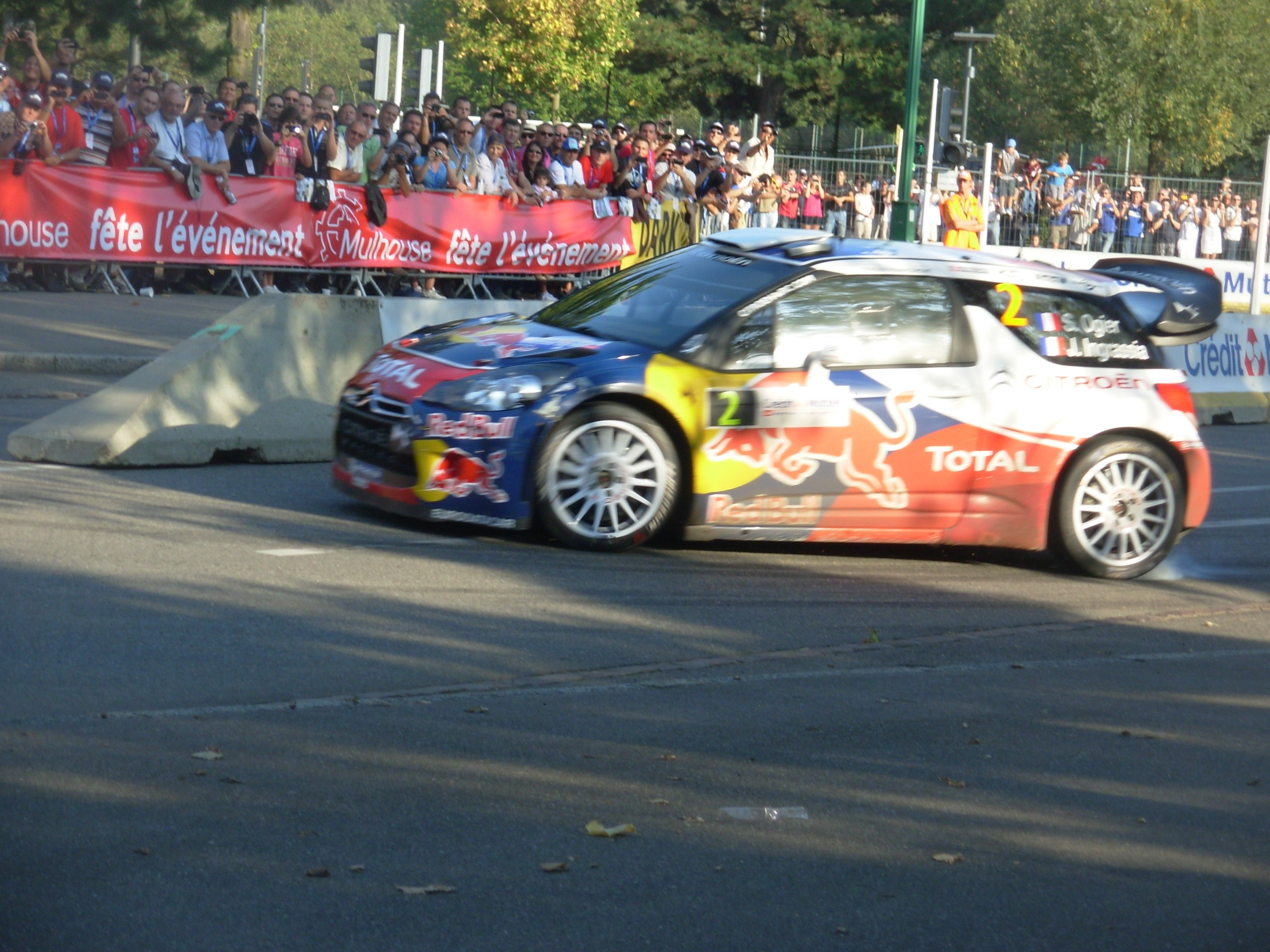
Sébastien Ogier im DS3 WRC auf dem Weg zu seinem fünften WM-Lauf-Sieg 2011

Nach dem beim ersten Lauf der Saison, der Rallye Schweden 2011, ein erster Platz für den Ford-Werksfahrer Mikko Hirvonen gelang, erwartete Ford endlich die jahrelange Dominanz vom Citroën-Werksfahrer Sébastien Loeb, welcher von der Saison 2004 bis zum Jahr 2010 sieben Weltmeistertitel in Folge errang, brechen zu können. Ab der Rallye Mexiko 2011 bis zur Rallye Deutschland 2011 stellte sich jedoch der Teamkollege von Loeb Sébastien Ogier als härtester Rivale um einen Rallyesieg heraus. Diese nächsten acht Rallyes gewannen Loeb und Ogier jeweils viermal. Die Rivalitäten der beiden Teamkollegen spielten in den Medien eine größere Rolle als die Leistungen der Ford-Werksfahrer. In Deutschland gelang es sogar dem Mini-WRC-Team, welches erst in der Entwicklungsphase steht und nur an sechs ausgewählten Rallyes teilnimmt, ohne um Marken-WM-Punkte mitzufahren, mit Dani Sordo Ford einen erhofften Podestplatz zu verwehren. Somit lag Citroën Ende August mit 91 Punkten Vorsprung vor dem Ford-Werksteam. Loeb und Ogier an erster und zweiter Stelle in der Fahrer-WM. Zwischen der Rallye Deutschland 2011 und der Rallye Australien wurde dem Ford-Werksteam ein Ultimatum gestellt. Ford wollte Siege oder plante den Ausstieg aus dem Engagement in der Rallye-Weltmeisterschaft.
Kimi Räikkönen verzichtete mit seinem Team Ice 1 Racing aus organisatorischen Gründen auf den Start bei der Rallye Australien 2011, obwohl er sich bereits zur Veranstaltung angemeldet hatte. Ein wie Ice 1 Racing in die WRC um Herstellerpunkte eingeschriebenes Team muss reglementbedingt zu allen gemeldeten Veranstaltungen erscheinen und mindestens zwei Rallyes außerhalb Europas pro Saison absolvieren. Räikkönen war mit seinem Team zuvor lediglich bei einer Überseerallye angetreten, und nach der Rallye Australien stand keine weitere mehr im Kalender, sodass er die Vorschrift nicht mehr hätte erfüllen können. Als Folge musste Räikkönen 16.200 Euro Strafe an die Rennkommissare für sein Nichterscheinen zahlen und außerdem wurde das Ice 1 Racing-Team aus der Herstellerwertung genommen.
Bei der Rallye Australien überschlug sich der in Führung liegende Loeb auf der vierten Wertungsprüfung fünf Mal. Die Führung ging an seinen Teamkollegen Ogier über. Ogier verunfallte auf der sechsten Wertungsprüfung an einem Baum. Beide Fahrer und Beifahrer blieben unverletzt. Die Gesamtführung ging an die Ford-Werkspiloten Mikko Hirvonen und Jari-Matti Latvala über. Im vorgeschriebenen 3-Stunden-Zeitrahmen konnten die beiden DS3 WRCs, in der Nacht, repariert und startbereit gemacht werden. Unter Superally-Reglement startete Loeb mit 30 Strafminuten und Ogier mit 20 Minuten Zeitstrafe in den nächsten Tag. Latvala übernahm auf der ersten Wertungsprüfung dieses Tages die Führung von seinem Teamkollegen. Durch ihre Zeitstrafe bedingt, startete Ogier vom sechzehnten und Loeb vom einundzwanzigsten Platz eine Aufholjagd um Weltmeisterschaftspunkte. Bis zur vorletzten Wertungsprüfung des nächsten Tages änderten sich die Positionen der ersten drei Fahrer nicht. Der Citroën-Privatier Petter Solberg war nicht in der Lage auf die Ford-Werkspiloten aufzuschließen. Ogier hatte sich mittlerweile bis an den neunten Gesamtrang vorgearbeitet und die Chance den achten Platz vom langsameren PWRC-Fahrzeug vor ihm zu übernehmen war groß. Loeb war mittlerweile auf den zwölften Rang vorgefahren. In dieser Wertungsprüfung wurde sowohl von Ford als auch von Citroën eine, im Rallyesport erlaubte, Stallorder ausgegeben. Latvala, der zu diesem Zeitpunkt 86 WM-Punkte hinter Loeb lag, hielt kurz vor dem Ziel an um Hirvonen 28 Sekunden und den Sieg zu schenken. Ogier kassierte bewusst eine 50 Sekunden Zeitstrafe, als er 5 Minuten zu spät in diese Wertungsprüfung startete und parkte dann neben der Strecke und verlor absichtlich zusätzlich über neun Minuten um Loeb einen WM-Punkt zu ermöglichen. Nach diesem Doppelsieg verkürzte Ford den Rückstand in der Marken-Weltmeisterschaft auf 62 Punkte. Mikko Hirvonen lag nun 15 Punkte hinter Loeb in der Fahrer-WM. Die Tatsache, dass das Citroën-Werksteam Ogiers möglichen achten Rang gegen einen zehnten Rang von Loeb tauschte, lässt darauf schließen, dass Ogier aus dem Kampf um die Fahrerweltmeisterschaft genommen wurde.

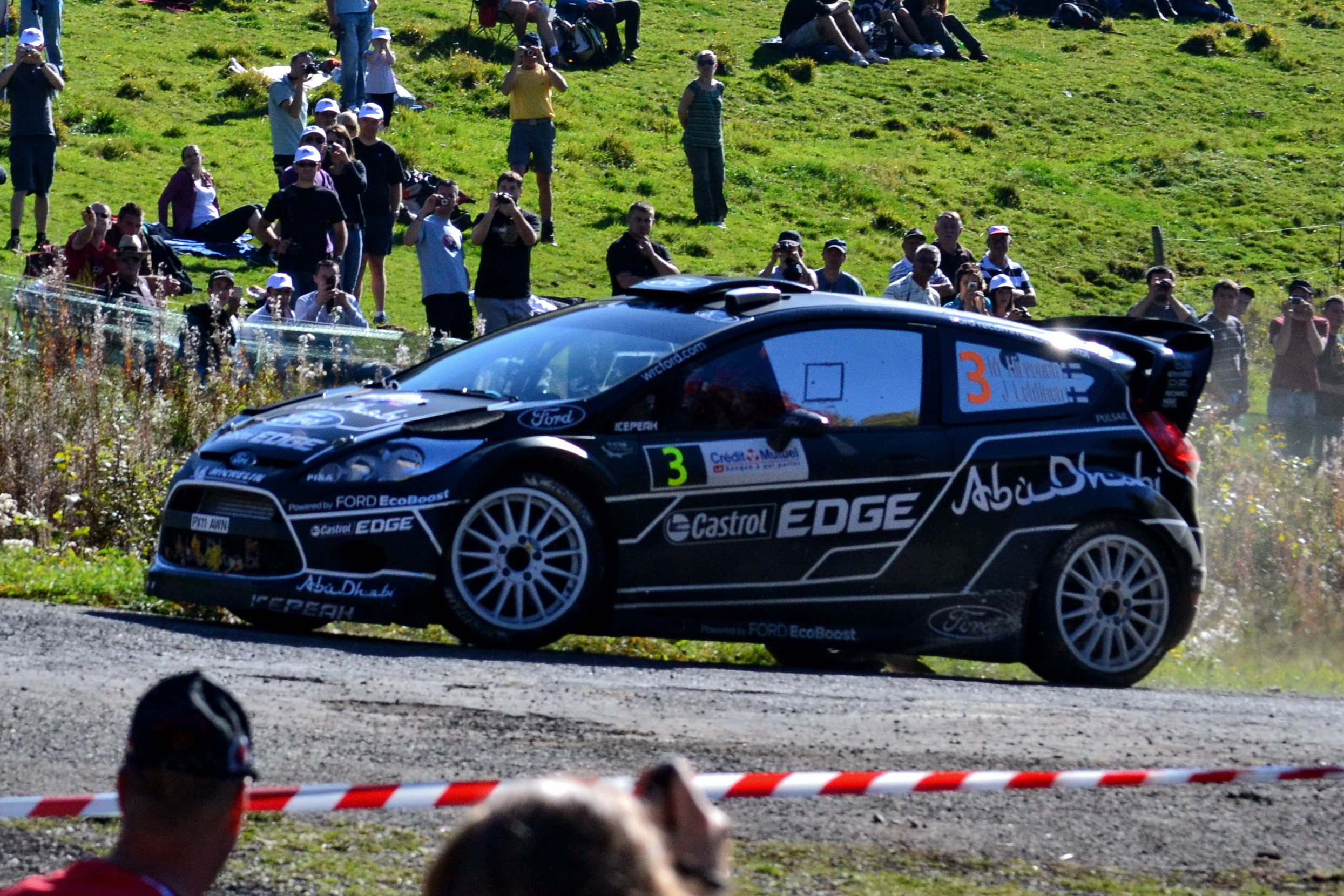
Mikko Hirvonen bekam bei der Rallye Frankreich 2011 schon seinen zweiten Podestplatz „geschenkt“

Vor der Rallye Frankreich sagten sowohl Latvala als auch Ogier, dass sie ihre jeweiligen Teamkollegen im Duell um die Weltmeisterschaft unterstützen würden. Bei seiner Heimrallye schied der WM-Führende Loeb, in Führung liegend, wegen Öldruckverlust, bereits in der dritten Wertungsprüfung aus. Somit lag sein Teamkollege Ogier an der Spitze. Da die Ford-Werkspiloten weder das Tempo von den Mini-WRC-Fahrern Dani Sordo und Kris Meeke, noch vom Citroën-Privatier Petter Solberg mitgehen konnten, entspann sich im Laufe des ersten Tages ein interessanter Dreikampf um die Führung zwischen Ogier, Sordo und Solberg. Am Ende dieses Tages lag Sordo, beim vierten Einsatz von Mini – dem zweiten auf Asphalt – mit einer Sekunde Vorsprung vor Solberg in Führung. Auf der nächsten Etappe wechselte die Führung der drei Spitzen-Piloten ständig hin und her. Auf der Wertungsprüfung 15 verunfallte Meeke und schied aus und ein, durch einen Reifenschaden verursachter, 40-Sekunden-Zeitverlust bei Solberg machte aus dem Drei- einen Zweikampf. Bis zum Ende des Tages vergrößerte Ogier seine Führung auf 9,5 Sekunden. Am letzten Tag der Veranstaltung änderte sich bei den Topplatzierten nichts mehr bei der Reihenfolge. Erst vor der letzten Wertungsprüfung gab es wieder eine Ford-Stallorder und Latvala kassierte absichtlich eine Zwei-Minuten-Zeitstrafe und überließ seinem Teamkollegen Mikko Hirvonen, schon bei der zweiten Rallye in Folge, seine bessere Platzierung. Ogier übernahm mit seinem fünften Saisonsieg wieder den zweiten Platz der WM-Wertung und baute den Vorsprung von Citroën auf Ford, im Alleingang um drei weitere Punkte aus. Sordo wurde Zweiter und Solberg belegte den dritten Platz. Mit Hilfe seines Teamkollegen und über drei Minuten Rückstand wurde Hirvonen Vierter. Sowohl Ogier als auch Hirvonen lagen nach dieser Veranstaltung mit drei Punkten Rückstand hinter Sébastien Loeb in der WM-Wertung. Einige Stunden nach der Rallye wurde der drittplatzierte Petter Solberg disqualifiziert. Grund war, dass sein Fahrzeug beim nachträglichen Wiegen als um vier Kilogramm zu leicht befunden wurde. Deshalb rückten alle Fahrer ab dem vierten Platz um eine Position nach vorne.
In Spanien wurde aus der Jagd nach dem Fahrer-WM-Titel ein Zweikampf. Loeb gewann, in diesem Jahr zum siebten Mal in Folge, die Rallye Katalonien, mit über zwei Minuten Vorsprung, vor seinem Rivalen um die Fahrer-Weltmeisterschaft, Hirvonen. Hirvonen wurde, schon das dritte Mal in Folge, der bessere Platz durch eine Stallorder des Ford-Werksteams ermöglicht. Sein Teamkollege Latvala musste auch diesmal eine zwei Minuten Zeitstrafe provozieren um Hirvonen vorbei zu lassen und wurde Dritter. Ogier schied aus und lag, mit unaufholbaren 29 Punkten Rückstand, auf dem dritten Platz der WM-Wertung. Dennoch gewann das Citroën Total World Rally Team bei dieser Rallye, den siebten Titel seit 2003, in der Hersteller-Weltmeisterschaft vorzeitig.
Bei der als Saisonabschluss veranstalteten Rallye Großbritannien schied Hirvonen am zweiten Tag wegen eines überhitzten Motors aus. Er hatte nach einem Fahrfehler einen Baum getroffen und sich dabei seinen Kühler beschädigt. Loeb gewann somit noch vor dem Ende der Veranstaltung seinen achten Fahrer-Weltmeisterschaftstitel. Auf einer Verbindungsetappe wurde Loeb durch einen spanischen Falschfahrer in einen Unfall verwickelt. Mit beschädigtem Kühler musste er die Rallye aufgeben. Das änderte aber nichts an den WM-Platzierungen der Topfahrer. Latvala gewann in Wales seine erste Rallye des Jahres.

## Teams und Fahrer
| Team                                                        | Fahrzeug                                                    | Nr.                                                         | Fahrer                                                      | Beifahrer                                                   | Rallyes                                                     |                                                             |
| Werksteams und um Herstellerpunkte eingetragene Privatteams | Werksteams und um Herstellerpunkte eingetragene Privatteams | Werksteams und um Herstellerpunkte eingetragene Privatteams | Werksteams und um Herstellerpunkte eingetragene Privatteams | Werksteams und um Herstellerpunkte eingetragene Privatteams | Werksteams und um Herstellerpunkte eingetragene Privatteams | Werksteams und um Herstellerpunkte eingetragene Privatteams |
| ----------------------------------------------------------- | ----------------------------------------------------------- | ----------------------------------------------------------- | ----------------------------------------------------------- | ----------------------------------------------------------- | ----------------------------------------------------------- | ----------------------------------------------------------- |
| Citroën Total World Rally Team                              | Citroën DS3 WRC                                             | 1                                                           | Sébastien Loeb                                              | Daniel Elena                                                | Alle                                                        |                                                             |
| Citroën Total World Rally Team                              | Citroën DS3 WRC                                             | 2                                                           | Sébastien Ogier                                             | Julien Ingrassia                                            | Alle                                                        |                                                             |
| Ford Abu Dhabi World Rally Team                             | Ford Fiesta RS WRC                                          | 3                                                           | Mikko Hirvonen                                              | Jarmo Lehtinen                                              | Alle                                                        |                                                             |
| Ford Abu Dhabi World Rally Team                             | Ford Fiesta RS WRC                                          | 4                                                           | Jari-Matti Latvala                                          | Miikka Anttila                                              | Alle                                                        |                                                             |
| M-Sport Stobart Ford World Rally Team                       | Ford Fiesta RS WRC                                          | 5                                                           | Henning Solberg                                             | Ilka Minor                                                  | 1–4                                                         |                                                             |
| M-Sport Stobart Ford World Rally Team                       | Ford Fiesta RS WRC                                          | 5                                                           | Matthew Wilson                                              | Scott Martin                                                | 5–13                                                        |                                                             |
| M-Sport Stobart Ford World Rally Team                       | Ford Fiesta RS WRC                                          | 6                                                           | Mads Østberg                                                | Jonas Andersson                                             | 1–9, 11–13                                                  |                                                             |
| M-Sport Stobart Ford World Rally Team                       | Ford Fiesta RS WRC                                          | 6                                                           | Jewgeni Nowikow                                             | Denis Giraudet                                              | 10                                                          |                                                             |
| M-Sport Stobart Ford World Rally Team                       | Ford Fiesta RS WRC                                          | 15                                                          | Matthew Wilson                                              | Scott Martin                                                | 1–4                                                         |                                                             |
| M-Sport Stobart Ford World Rally Team                       | Ford Fiesta RS WRC                                          | 15                                                          | Henning Solberg                                             | Ilka Minor                                                  | 5–13                                                        |                                                             |
| M-Sport Stobart Ford World Rally Team                       | Ford Fiesta RS WRC                                          | 16                                                          | Per-Gunnar Andersson                                        | Emil Axelsson                                               | 5                                                           |                                                             |
| M-Sport Stobart Ford World Rally Team                       | Ford Fiesta RS WRC                                          | 16                                                          | Aaron Burkart                                               | André Kachel                                                | 9                                                           |                                                             |
| M-Sport Stobart Ford World Rally Team                       | Ford Fiesta RS WRC                                          | 18                                                          | Ott Tänak                                                   | Kuldar Sikk                                                 | 13                                                          |                                                             |
| M-Sport Stobart Ford World Rally Team                       | Ford Fiesta RS WRC                                          | 54                                                          | Jewgeni Nowikow                                             | Stéphane Prévot                                             | 2, 5                                                        |                                                             |
| M-Sport Stobart Ford World Rally Team                       | Ford Fiesta RS WRC                                          | 54                                                          | Jewgeni Nowikow                                             | Denis Giraudet                                              | 7–8, 11                                                     |                                                             |
| Munchi’s Ford World Rally Team                              | Ford Fiesta RS                                              | 7                                                           | Federico Villagra                                           | Jorge Pérez Companc                                         | 2–6                                                         |                                                             |
| Munchi’s Ford World Rally Team                              | Ford Fiesta RS                                              | 7                                                           | Federico Villagra                                           | José Díaz                                                   | 7                                                           |                                                             |
| Munchi’s Ford World Rally Team                              | Ford Fiesta RS                                              | 7                                                           | Federico Villagra                                           | Diego Curletto                                              | 12                                                          |                                                             |
| ICE 1 Racing                                                | Citroën DS3 WRC                                             | 8                                                           | Kimi Räikkönen                                              | Kaj Lindström                                               | 1, 3–4, 7–13                                                |                                                             |
| FERM Power Tools World Rally Team                           | Ford Fiesta RS                                              | 9                                                           | Dennis Kuipers                                              | Frédéric Miclotte                                           | 1–3, 5, 7–9, 11–13                                          |                                                             |
| FERM Power Tools World Rally Team                           | Ford Fiesta RS                                              | 9                                                           | Dennis Kuipers                                              | Bjorn Degandt                                               | 4                                                           |                                                             |
| FERM Power Tools World Rally Team                           | Ford Fiesta RS                                              | 18                                                          | René Kuipers                                                | Robin Buysmans                                              | 9                                                           |                                                             |
| FERM Power Tools World Rally Team                           | Ford Fiesta RS                                              | 18                                                          | René Kuipers                                                | Annemieke Hulzebos                                          | 7–8                                                         |                                                             |
| FERM Power Tools World Rally Team                           | Ford Fiesta Super 2000                                      | 18                                                          | René Kuipers                                                | Annemieke Hulzebos                                          | 1, 3, 5                                                     |                                                             |
| Team Abu Dhabi                                              | Ford Fiesta RS WRC                                          | 10                                                          | Khalid Al-Qassimi                                           | Michael Orr                                                 | 1, 3–5, 8, 10–12                                            |                                                             |
| Team Abu Dhabi                                              | Ford Fiesta RS WRC                                          | 10                                                          | Jewgeni Nowikow                                             | Denis Giraudet                                              | 13                                                          |                                                             |
| Petter Solberg World Rally Team                             | Citroën DS3 WRC                                             | 11                                                          | Petter Solberg                                              | Chris Patterson                                             | Alle                                                        |                                                             |
| Brazil World Rally Team                                     | Mini John Cooper Work S2000                                 | 12                                                          | Daniel Oliveira                                             | Carlos Magalhães                                            | 3–4                                                         |                                                             |
| Brazil World Rally Team                                     | Mini John Cooper Works WRC                                  | 12                                                          | Daniel Oliveira                                             | Carlos Magalhães                                            | 5–12                                                        |                                                             |
| Brazil World Rally Team                                     | Mini John Cooper Works WRC                                  | 12                                                          | Daniel Oliveira                                             | Fernando Mussano                                            | 13                                                          |                                                             |
| Van Merksteijn Motorsport                                   | Citroën DS3 WRC                                             | 14                                                          | Peter van Merksteijn jr.                                    | Eddy Chevaillier                                            | 3–7                                                         |                                                             |
| Van Merksteijn Motorsport                                   | Citroën DS3 WRC                                             | 14                                                          | Peter van Merksteijn jr.                                    | Erwin Mombaerts                                             | 9–13                                                        |                                                             |
| Van Merksteijn Motorsport                                   | Citroën DS3 WRC                                             | 20                                                          | Peter van Merksteijn sr.                                    | Erwin Mombaerts                                             | 5, 7                                                        |                                                             |
| Mini WRC Team                                               | Mini John Cooper Works WRC                                  | 37                                                          | Dani Sordo                                                  | Carlos del Barrio                                           | 5, 8–9, 11–13                                               |                                                             |
| Mini WRC Team                                               | Mini John Cooper Works WRC                                  | 52                                                          | Kris Meeke                                                  | Paul Nagle                                                  | 5, 8–9, 11–13                                               |                                                             |
| Monster World Rally Team                                    | Ford Fiesta RS WRC                                          | 43                                                          | Ken Block                                                   | Alex Gelsomino                                              | 1–3, 6, 9–13                                                |                                                             |
| Teams ohne Meldung um Herstellerpunkte                      |                                                             |                                                             |                                                             |                                                             |                                                             |                                                             |
| Per-Gunnar Andersson                                        | Ford Fiesta RS WRC                                          | 16                                                          | Per-Gunnar Andersson                                        | Emil Axelsson                                               | 1                                                           |                                                             |
| Team Quinta do Lorde                                        | Ford Fiesta RS WRC                                          | 16                                                          | Bernardo Sousa                                              | António Costa                                               | 3                                                           |                                                             |
| ALM Russia                                                  | Citroën DS3 WRC                                             | 16                                                          | Jewgeni Nowikow                                             | Denis Giraudet                                              | 12                                                          |                                                             |
| Motorsport Italia/BAMP                                      | Mini John Cooper Works S2000                                | 17                                                          | Armindo Araújo                                              | Miguel Ramalho                                              | 3                                                           |                                                             |
| Motorsport Italia/BAMP                                      | Mini John Cooper Works WRC                                  | 17                                                          | Armindo Araújo                                              | Miguel Ramalho                                              | 5, 7–9, 11–13                                               |                                                             |
| Grifone                                                     | Mini John Cooper Works WRC                                  | 18                                                          | Matti Rantanen                                              | Mikko Lukka                                                 | 8                                                           |                                                             |
| Grifone                                                     | Mini John Cooper Works WRC                                  | 51                                                          | Patrik Flodin                                               | Goran Bergsten                                              | 5, 9                                                        |                                                             |
| Team Greece                                                 | Ford Fiesta RS WRC                                          | 19                                                          | Lambros Athanassoulas                                       | Nikolaos Zakheos                                            | 7                                                           |                                                             |
| HJ-Autotalo.com                                             | Ford Fiesta RS WRC                                          | 19                                                          | Jari Ketomaa                                                | Mika Stenberg                                               | 8                                                           |                                                             |
| Team Therminator                                            | Mini John Cooper Works WRC                                  | 51                                                          | Mattias Therman                                             | Janne Perälä                                                | 8                                                           |                                                             |
| Czech Ford National Team                                    | Ford Fiesta RS WRC                                          | 51                                                          | Martin Prokop                                               | Jan Tománek                                                 | 13                                                          |                                                             |
| Equipe de France                                            | Mini John Cooper Works WRC                                  | 55                                                          | Pierre Campana                                              | Sabrina De Castelli                                         | 9, 11–12                                                    |                                                             |
| Palmerinha Rally                                            | Mini John Cooper Works WRC                                  | 59                                                          | Paulo Nobre                                                 | Edu Paula                                                   | 13                                                          |                                                             |
| Volkswagen Motorsport                                       | Škoda Fabia S2000                                           | 20                                                          | Hans Weijs jr.                                              | Bjorn Degandt                                               | 9                                                           |                                                             |
| Volkswagen Motorsport                                       | Škoda Fabia S2000                                           | 50                                                          | Joonas Lindroos                                             | Pasi Kipeläinen                                             | 8                                                           |                                                             |
| Volkswagen Motorsport                                       | Škoda Fabia S2000                                           | 54                                                          | Andreas Mikkelsen                                           | Ola Floene                                                  | 8                                                           |                                                             |
| Volkswagen Motorsport                                       | Škoda Fabia S2000                                           | 54                                                          | Kevin Abbring                                               | Lara Vanneste                                               | 13                                                          |                                                             |
| Volkswagen Motorsport                                       | Škoda Fabia S2000                                           | 56                                                          | Christian Riedemann                                         | Michael Wenzel                                              | 9, 12                                                       |                                                             |
| Volkswagen Motorsport                                       | Škoda Fabia S2000                                           | 57                                                          | Yeray Lemes                                                 | Rogelio Peñate                                              | 12                                                          |                                                             |
| Volkswagen Motorsport                                       | Škoda Fabia S2000                                           | 57                                                          | Sepp Wiegand                                                | Timo Gottschalk                                             | 13                                                          |                                                             |

## Kalender
Die eingetragenen Kilometer entsprechen der Distanz der Wertungsprüfungen. Die Distanz der Verbindungsstrecken zwischen den einzelnen WPs ist nicht enthalten.
| Rallye                                          | Rang | Fahrer             | Fahrzeug           | Gesamtzeit | Anzahl WP | Länge     | Gestartet | im Ziel |
| ----------------------------------------------- | ---- | ------------------ | ------------------ | ---------- | --------- | --------- | --------- | ------- |
| Rallye Schweden 11.–13. Februar 2011            | 1.   | Mikko Hirvonen     | Ford Fiesta RS WRC | 3:23:56,6  | 22        | 351,00 km | 44        | 34      |
| Rallye Schweden 11.–13. Februar 2011            | 2.   | Mads Østberg       | Ford Fiesta RS WRC | + 0:06,5   | 22        | 351,00 km | 44        | 34      |
| Rallye Schweden 11.–13. Februar 2011            | 3.   | Jari-Matti Latvala | Ford Fiesta RS WRC | + 0:34,0   | 22        | 351,00 km | 44        | 34      |
|                                                 |      |                    |                    |            |           |           |           |         |
| Rallye Mexiko 4.–6. März 2011                   | 1.   | Sébastien Loeb     | Citroën DS3 WRC    | 3:53:17,0  | 22        | 364,87 km | 24        | 18      |
| Rallye Mexiko 4.–6. März 2011                   | 2.   | Mikko Hirvonen     | Ford Fiesta RS WRC | + 1:38,4   | 22        | 364,87 km | 24        | 18      |
| Rallye Mexiko 4.–6. März 2011                   | 3.   | Jari-Matti Latvala | Ford Fiesta RS WRC | + 2:23,9   | 22        | 364,87 km | 24        | 18      |
|                                                 |      |                    |                    |            |           |           |           |         |
| Rallye Portugal 25.–27. März 2011               | 1.   | Sébastien Ogier    | Citroën DS3 WRC    | 4:10:53,4  | 17        | 385,37 km | 70        | 38      |
| Rallye Portugal 25.–27. März 2011               | 2.   | Sébastien Loeb     | Citroën DS3 WRC    | + 0:31,8   | 17        | 385,37 km | 70        | 38      |
| Rallye Portugal 25.–27. März 2011               | 3.   | Jari-Matti Latvala | Ford Fiesta RS WRC | + 3:22,1   | 17        | 385,37 km | 70        | 38      |
|                                                 |      |                    |                    |            |           |           |           |         |
| Rallye Jordanien 14.–16. April 2011             | 1.   | Sébastien Ogier    | Citroën DS3 WRC    | 2:48:28,2  | 20        | 333,04 km | 28        | 23      |
| Rallye Jordanien 14.–16. April 2011             | 2.   | Jari-Matti Latvala | Ford Fiesta RS WRC | + 0:00,2   | 20        | 333,04 km | 28        | 23      |
| Rallye Jordanien 14.–16. April 2011             | 3.   | Sébastien Loeb     | Citroën DS3 WRC    | + 0:27,7   | 20        | 333,04 km | 28        | 23      |
|                                                 |      |                    |                    |            |           |           |           |         |
| Rallye Sardinien 6.–8. Mai 2011                 | 1.   | Sébastien Loeb     | Citroën DS3 WRC    | 3:45:40,9  | 18        | 339,70 km | 64        | 32      |
| Rallye Sardinien 6.–8. Mai 2011                 | 2.   | Mikko Hirvonen     | Ford Fiesta RS WRC | + 0:11,2   | 18        | 339,70 km | 64        | 32      |
| Rallye Sardinien 6.–8. Mai 2011                 | 3.   | Petter Solberg     | Citroën DS3 WRC    | + 0:23,8   | 18        | 339,70 km | 64        | 32      |
|                                                 |      |                    |                    |            |           |           |           |         |
| Rallye Argentinien 27.–29. Mai 2011             | 1.   | Sébastien Loeb     | Citroën DS3 WRC    | 4:03:56,9  | 19        | 378,15 km | 33        | 27      |
| Rallye Argentinien 27.–29. Mai 2011             | 2.   | Mikko Hirvonen     | Ford Fiesta RS WRC | + 0:02,4   | 19        | 378,15 km | 33        | 27      |
| Rallye Argentinien 27.–29. Mai 2011             | 3.   | Sébastien Ogier    | Citroën DS3 WRC    | + 0:07,3   | 19        | 378,15 km | 33        | 27      |
|                                                 |      |                    |                    |            |           |           |           |         |
| Rallye Griechenland 17.–19. Juni 2011           | 1.   | Sébastien Ogier    | Citroën DS3 WRC    | 4:04:44,4  | 18        | 348,80 km | 42        | 35      |
| Rallye Griechenland 17.–19. Juni 2011           | 2.   | Sébastien Loeb     | Citroën DS3 WRC    | + 0:10,5   | 18        | 348,80 km | 42        | 35      |
| Rallye Griechenland 17.–19. Juni 2011           | 3.   | Mikko Hirvonen     | Ford Fiesta RS WRC | + 0:13,5   | 18        | 348,80 km | 42        | 35      |
|                                                 |      |                    |                    |            |           |           |           |         |
| Rallye Finnland 29.–31. Juli 2011               | 1.   | Sébastien Loeb     | Citroën DS3 WRC    | 2:39:37,0  | 22        | 314,39 km | 125       | 66      |
| Rallye Finnland 29.–31. Juli 2011               | 2.   | Jari-Matti Latvala | Ford Fiesta RS WRC | + 0:08,1   | 22        | 314,39 km | 125       | 66      |
| Rallye Finnland 29.–31. Juli 2011               | 3.   | Sébastien Ogier    | Citroën DS3 WRC    | + 0:12,8   | 22        | 314,39 km | 125       | 66      |
|                                                 |      |                    |                    |            |           |           |           |         |
| Rallye Deutschland 19.–21. August 2011          | 1.   | Sébastien Ogier    | Citroën DS3 WRC    | 3:32:15,9  | 19        | 359,59 km | 85        | 48      |
| Rallye Deutschland 19.–21. August 2011          | 2.   | Sébastien Loeb     | Citroën DS3 WRC    | + 0:39,8   | 19        | 359,59 km | 85        | 48      |
| Rallye Deutschland 19.–21. August 2011          | 3.   | Dani Sordo         | Mini Cooper WRC    | + 1:55,6   | 19        | 359,59 km | 85        | 48      |
|                                                 |      |                    |                    |            |           |           |           |         |
| Rallye Australien 9.–11. September 2011         | 1.   | Mikko Hirvonen     | Ford Fiesta RS WRC | 3:35:59,0  | 26        | 359,59 km | 85        | 48      |
| Rallye Australien 9.–11. September 2011         | 2.   | Jari-Matti Latvala | Ford Fiesta RS WRC | + 0:14,7   | 26        | 359,59 km | 85        | 48      |
| Rallye Australien 9.–11. September 2011         | 3.   | Petter Solberg     | Citroën DS3 WRC    | + 0:44,8   | 26        | 359,59 km | 85        | 48      |
|                                                 |      |                    |                    |            |           |           |           |         |
| Rallye Frankreich 30. September–2. Oktober 2011 | 1.   | Sébastien Ogier    | Citroën DS3 WRC    | 3:06:20,4  | 23        | 348,13 km | 84        | 54      |
| Rallye Frankreich 30. September–2. Oktober 2011 | 2.   | Dani Sordo         | Mini Cooper WRC    | + 0:06,3   | 23        | 348,13 km | 84        | 54      |
| Rallye Frankreich 30. September–2. Oktober 2011 | 3.   | Mikko Hirvonen     | Ford Fiesta RS WRC | + 3:26,6   | 23        | 348,13 km | 84        | 54      |
|                                                 |      |                    |                    |            |           |           |           |         |
| Rallye Katalonien 21.–23. Oktober 2011          | 1.   | Sébastien Loeb     | Citroën DS3 WRC    | 4:05:39,3  | 18        | 406,06 km | 58        | 44      |
| Rallye Katalonien 21.–23. Oktober 2011          | 2.   | Mikko Hirvonen     | Ford Fiesta WRC    | + 2:06,9   | 18        | 406,06 km | 58        | 44      |
| Rallye Katalonien 21.–23. Oktober 2011          | 3.   | Jari-Matti Latvala | Ford Fiesta WRC    | + 2:32,4   | 18        | 406,06 km | 58        | 44      |
|                                                 |      |                    |                    |            |           |           |           |         |
| Rallye Großbritannien 11.–13. November 2011     | 1.   | Jari-Matti Latvala | Ford Fiesta WRC    | 3:27:03,5  | 23        | 358,59 km | 78        | 41      |
| Rallye Großbritannien 11.–13. November 2011     | 2.   | Mads Østberg       | Ford Fiesta WRC    | + 3:42,9   | 23        | 358,59 km | 78        | 41      |
| Rallye Großbritannien 11.–13. November 2011     | 3.   | Henning Solberg    | Ford Fiesta WRC    | + 7:05,1   | 23        | 358,59 km | 78        | 41      |

| valign="top" |
| Farbe  | Untergrund |
| ------ | ---------- |
| Gold   | Schotter   |
| Silber | Asphalt    |
| Blau   | Eis/Schnee |
| Bronze | Gemischt   |

## Klassifikationen

### Fahrerwertung
In der Rallye-Weltmeisterschaft gibt es keine Streichresultate. Punkte werden, in dieser Saison, nun an die erstplatzierten zehn Fahrer nach dem folgenden FIA-Standard vergeben.
Für die Power-Stage erhalten die drei schnellsten Fahrer jeweils 3-2-1 Bonuspunkte für die Fahrer-Weltmeisterschaft.
| Rang | Fahrer                   | SWE | MEX | POR | JOR | ITA  | ARG | GRE | FIN | GER | AUS  | FRA | ESP | GBR  | Punkte |
| ---- | ------------------------ | --- | --- | --- | --- | ---- | --- | --- | --- | --- | ---- | --- | --- | ---- | ------ |
| 1    | Sébastien Loeb           | 6 2 | 1 2 | 2 1 | 3 3 | 1 3  | 1 3 | 2 2 | 1   | 2 1 | 10 1 | DNF | 1 3 | DNF  | 222    |
| 2    | Mikko Hirvonen           | 1   | 2 1 | 4   | 4 2 | 2 1  | 2 2 | 3 3 | 4 1 | 4   | 1    | 3   | 2   | DNF  | 214    |
| 3    | Sébastien Ogier          | 4 1 | DNF | 1 3 | 1 1 | 4    | 3   | 1 1 | 3 3 | 1 2 | 11   | 1 3 | DNF | 11 1 | 196    |
| 4    | Jari-Matti Latvala       | 3 3 | 3   | 3 2 | 2   | 18 2 | 7   | 9   | 2 2 | 14  | 2 2  | 4 1 | 3   | 1 3  | 172    |
| 5    | Petter Solberg           | 5   | 4 3 | 6   | DNF | 3    | 4 1 | 4   | 5   | 5 3 | 3 3  | DSQ | DNF | DNF  | 110    |
| 6    | Mads Østberg             | 2   | 5   | 31  | 13  | 5    | 5   | 12  | 6   | DNF | 6    | 7   | 6   | 2    | 88     |
| 7    | Matthew Wilson           | 9   | DNF | 5   | 5   | 9    | 8   | 6   | 8   | 11  | 4    | 10  | DNF | 5    | 63     |
| 8    | Daniel Sordo             |     |     |     |     | 6    |     |     | DNF | 3   |      | 2 2 | 4 2 | 20 2 | 59     |
| 9    | Henning Solberg          | DNF | 6   | 9   | 14  | DNF  | DNS | 5   | 7   | 7   | 14   | 6   | 8   | 3    | 59     |
| 10   | Kimi Räikkönen           | 8   |     | 7   | 6   |      |     | 7   | 9   | 6   | DNA  | DNF | DNF | DNF  | 34     |
| 11   | Kris Meeke               |     |     |     |     | DNF  |     |     | DNF | DNF |      | DNF | 5 1 | 4    | 25     |
| 12   | Dennis Kuipers           | 13  | DNF | 10  | 9   | DNF  |     | 10  | 11  | 10  |      | 5   | 9   | 7    | 21     |
| 13   | Federico Villagra        |     | 9   | 8   | 7   | 17   | 6   | DNF |     |     |      |     | 16  |      | 20     |
| 14   | Khalid Al-Qassimi        | 10  |     | 14  | 8   | 13   |     |     | 14  |     | 5    | 12  | 12  |      | 15     |
| 15   | Ott Tänak                |     | 10  |     |     | 7    |     | DNF | 13  | 12  |      | 11  | 27  | 6    | 15     |
| 16   | Juho Hänninen            |     | 8   |     |     | 8    |     | 8   | 10  | 20  |      | DNF | 10  |      | 14     |
| 17   | Jewgeni Nowikow          |     | DNF |     |     | DNF  |     | 20  | DNF |     | DNF  | 23  | 7   | 7    | 12     |
| 18   | Hayden Paddon            |     |     | 11  |     |      | 9   |     | 19  |     | 6    |     | 34  | 13   | 10     |
| 19   | Martin Prokop            | 12  | 7   |     |     | 10   | 15  |     | 12  | 30  |      | 14  | 13  | 22   | 7      |
| 20   | Per-Gunnar Andersson     | 7   |     |     |     | 15   |     |     | 15  |     |      |     |     |      | 6      |
| 21   | Michał Kościuszko        |     |     |     |     |      |     |     |     |     | 7    |     | 22  | 16   | 6      |
| 22   | Ken Block                | 14  | 12  | DNS |     |      | 18  |     |     | 17  | 19   | 8   | DNF | 9    | 6      |
| 23   | Armindo Araújo           |     |     | DNF |     | 12   |     | DNF | 20  | 8   |      | DNF | DNF | 10   | 5      |
| 24   | Oleksandr Saljuk jr.     |     |     |     |     |      |     |     |     |     | 8    |     |     |      | 4      |
| 25   | Peter van Merksteijn jr. |     |     | 22  | DNF | DNF  | DNF | DNF |     | 9   | 13   | DNF | 17  | DNF  | 2      |
| 26   | Benito Guerra            |     |     |     |     |      |     |     |     |     | 9    |     | 24  |      | 2      |
| 27   | Pierre Campana           |     |     |     |     |      |     |     |     | 18  |      | 9   |     |      | 2      |
| 28   | Bernardo Sousa           |     |     | DNF | 10  | DNF  |     | 11  | 24  | 35  |      | 15  | DNF |      | 1      |
| 29   | Patrik Flodin            | EX  |     | 29  |     | 19   | 10  |     | 22  | 27  |      |     | 21  | 14   | 1      |
| Rang | Fahrer                   | SWE | MEX | POR | JOR | ITA  | ARG | GRE | FIN | GER | AUS  | FRA | ESP | GBR  | Punkte |

| Farbe   | Abkürzung          | Bedeutung                                                                 |
| ------- | ------------------ | ------------------------------------------------------------------------- |
| Gold    | –                  | Sieg                                                                      |
| Silber  | –                  | 2. Platz                                                                  |
| Bronze  | –                  | 3. Platz                                                                  |
| Grün    | –                  | Platzierung in den Punkten                                                |
| Blau    | –                  | Klassifiziert außerhalb der Punkteränge                                   |
| Violett | DNF                | Rallye nicht beendet (did not finish)                                     |
| Schwarz | DSQ                | Während oder nach der Rallye disqualifiziert (disqualified)               |
| Weiß    | DNS                | nicht am Start (did not start)                                            |
| Ohne    | 1 2 3              | hochgestellte Zahlen sind punkteberechtigte Platzierungen der Power-Stage |
| Ohne    | keine WM-Teilnahme |                                                                           |
| Ohne    | INJ                | verletzt oder krank (injured)                                             |
| Ohne    | EX                 | An der Teilnahme an der Rallye ausgeschlossen (excluded)                  |
| Ohne    | DNA                | nicht erschienen (did not arrive)                                         |
| Ohne    | †                  | verstorben                                                                |

### Herstellerwertung
| Rang | Team                                  | Nr. | SWE | MEX | POR | JOR | ITA | ARG | GRE | FIN | GER | AUS | FRA | ESP | GBR | Punkte |
| ---- | ------------------------------------- | --- | --- | --- | --- | --- | --- | --- | --- | --- | --- | --- | --- | --- | --- | ------ |
| 1    | Citroën Total World Rally Team        | 1   | 5   | 1   | 2   | 3   | 1   | 1   | 2   | 1   | 2   | 6   | DNF | 1   | DNF | 403    |
| 1    | Citroën Total World Rally Team        | 2   | 4   | DNF | 1   | 1   | 4   | 3   | 1   | 3   | 1   | 7   | 1   | DNF | 7   | 403    |
| 2    | Ford Abu Dhabi World Rally Team       | 3   | 1   | 2   | 4   | 4   | 2   | 2   | 3   | 4   | 3   | 1   | 2   | 2   | DNF | 376    |
| 2    | Ford Abu Dhabi World Rally Team       | 4   | 3   | 3   | 3   | 2   | 9   | 7   | 7   | 2   | 9   | 2   | 3   | 3   | 1   | 376    |
| 3    | M-Sport Stobart Ford World Rally Team | 5   | DNF | 6   | 8   | 10  | 6   | 8   | 5   | 7   | 8   | 4   | 7   | DNF | 3   | 178    |
| 3    | M-Sport Stobart Ford World Rally Team | 6   | 2   | 5   | 12  | 9   | 5   | 5   | 9   | 6   | DNF | DNF | 5   | 4   | 2   | 178    |
| 4    | Petter Solberg World Rally Team       | 11  |     | 4   | 5   | DNF | 3   | 4   | 4   | 5   | 4   | 3   | EX  | DNF | DNF | 98     |
| 5    | FERM Power Tools World Rally Team     | 9   | 8   | DNF | 9   | 8   | DNF |     | 8   | 9   | 7   |     | 4   | 5   | 5   | 54     |
| 6    | Team Abu Dhabi                        | 10  | 7   |     | 10  | 7   | 7   |     |     | 10  |     | 5   | 8   | 6   | 4   | 54     |
| 7    | Munchi’s Ford World Rally Team        | 7   |     | 7   | 7   | 6   | 8   | 6   | DNF |     |     |     |     | 7   |     | 38     |
| 8    | Monster World Rally Team              | 43  | 9   | 8   | DNS |     |     | 9   |     |     | 10  | 9   | 6   | DNF | 6   | 27     |
| 9    | Van Merksteijn Motorsport             | 14  |     |     | 11  | DNF | DNF | DNF | DNF |     | 6   | 8   | DNF | 8   | DNF | 16     |
| 10   | Brazil World Rally Team               | 12  |     |     | DNF | 11  | 10  | DNF | DNF | 11  | DNF | DNF | DNF | 9   | 8   | 7      |
| EX   | ICE 1 Racing                          | 8   | 6   |     | 6   | 5   |     |     | 6   | 8   | 5   |     |     |     |     | 48     |
| Rang | Team                                  | Nr. | SWE | MEX | POR | JOR | ITA | ARG | GRE | FIN | GER | AUS | FRA | ESP | GBR | Punkte |

## Begleitserien
- Super 2000 World Rally Championship 2011
- Production World Rally Championship 2011
- WRC Academy 2011